# Kerrang! High Voltage
Kerrang! High Voltage es un álbum doble publicado en distintas versiones de la revista musical semanal inglesa Kerrang!, que contiene una recopilación de canciones de varios artistas con una gran variedad de estilos como el hardcore, punk, rock alternativo y heavy metal. En el disco se incluyen canciones de bandas populares enmarcadas en los géneros mencionados como Avenged Sevenfold, Deftones, NOFX, Bullet For My Valentine y Soulfly, realizando versiones de otros músicos y agrupaciones que han tenido una notable influencia en el desarrollo del género como Ozzy Osbourne, Aerosmith, Thin Lizzy y Judas Priest.

## Lista de canciones

### High Voltage - A Brief History Of Rock(2006)
1. Fall Out Boy - Start Today (Gorilla Biscuits Cover)
2. Aiden - Die, Die My Darling (The Misfits Cover)
3. Avenged Sevenfold - Walk (Pantera Cover)
4. Killswitch Engage - Holy Diver (Dio Cover)
5. Biffy Clyro - Buddy Holly (Weezer Cover)
6. Fightstar - My Own Summer (Shove It) (Deftones Cover)
7. The Dillinger Escape Plan - Jesus Christ Pose (Soundgarden Cover)
8. Still Remains - Head Like A Hole (Nine Inch Nails Cover)
9. Deftones - Simple Man (Lynard Skynard Cover)
10. The Answer - Sweet Emotion (Aerosmith Cover)
11. Bullet For My Valentine - Crazy Train (Ozzy Osbourne Cover)
12. 36 Crazyfists - Digging The Grave (Faith No More Cover)
13. Arch Enemy - Symphony Of Destruction (Megadeth Cover)
14. Atreyu - You Give Love A Bad Name (Bon Jovi Cover)
15. NOFX - Straight Edge (Minor Threat Cover)

### Higher Voltage - Another Brief History Of Rock(2007)
1. Lostprophets - Davidian (Machine Head Cover)
2. Aiden - Drain You (Nirvana Cover)
3. Fightstar - Breaking The Law (Judas Priest Cover)
4. Bullet For My Valentine - Creeping Death (Metallica Cover)
5. The Automatic - Epic (Faith No More Cover)
6. Funeral For A Friend - The Boys Are Back In Town (Thin Lizzy Cover)
7. Madina Lake - Today (Smashing Pumpkins Cover)
8. Sign - Youth Gone Wild (Skid Row Cover)
9. The Audition - Livin' On A Prayer (Bon Jovi Cover)
10. Soulfly - The Beautiful People (Marilyn Manson Cover)
11. The Blackout - My Generation (Limp Bizkit Cover)
12. Yourcodenameis:milo - Feel Good Hit Of The Summer (Queens Of The Stone Age Cover)
13. Darkest Hour - Nazi Punks Fuck Off (Dead Kennedys Cover)
14. Gallows - Nervous Breakdown (Black Flag Cover)
15. Bring Me The Horizon - Eyeless (Slipknot Cover)